# ادوین گرانتوسکی

ادوین گرانتوسکی

ادوین آرویدویچ گرانتووسکی (به روسی: Грантовский, Эдвин Арвидович) (متولد ۱۶ فوریه ۱۹۳۲ در مسکو؛ مرگ در ۲۸ ژوئن ۱۹۹۵ در مسکو) ایراشناس روسی لتوانی‌تبار بود. گرانتووسکی از دانشکده تاریخ دانشگاه مسکو در ۱۹۵۴ فارغ‌التحصیل شد. از ۱۹۵۵ تا پایان عمرش، در مؤسسه مسکو برای آکادمی علوم شرق‌شناسی شوروی سابق کار می‌کرد. او در سال ۱۹۶۹ رئیس بخش باستان شرق‌شناسی شد.
گرانتووسکی متخصص تاریخ قبایل باستانی ایرانی (بویژه مادها، پارس‌ها و سکاها) و تمدنشان بود. تحقیقات او بر پایه کتیبه‌های اکدی و اورارتویی، متون ایرانی در دوره‌های مختلف و منابع کلاسیک برای داده ها و مدارک باستانشناسی، نژادشناسی و فولکلور بود. او حدود صد اثر منتشر کرده‌است. اولین کتابش درباره تاریخ قبایل ایرانیان در آسیای غربی از نیمه قرن نهم تا نیمه دوم قرن هشتم پ.م بود. در کتابش و مجموعه مقالاتش، نویسنده نشان داده است که قبایل ایرانی در هزاره پ.م. در سراسر ایران پخش شدند و در نیمه دوم قرن هشتم پ.م اکثریت جمعیت ساکن در نواحی غربی ایران را تشکیل دادند. اگرچه تا قرن هفتم پ.م. از نظر سیاسی آن‌ها وابسته به ایلام، آشور، اورارتو و منائیان بودند. کتابی که بعد از مرگش منتشر شد(«ایران و ایرانیان پیش از هخامنشی که در دست انتشار است) با سرزمین ایرانیان و تاریخ آن‌ها از مشتق شدنشان از هندوایرانی‌ها تا تشکیل امپراتوری هخامنشی سروکار دارد. نویسنده درباره گاهشماری ماد، مطالعات تکوینی گاهشماری شفاهی یونانی تجدیدنظر کرده و سزاواری و زیانهایش را ارزیابی کرده و وابستگی هرودوت بر اسلاف (پیشینیان) را نشان داده است. اسلافی که اطلاعات متناقضشان را به تنهایی در روایتشان داخل کردند.

## آثار
- تاریخ ایران از زمان باستان تا امروز، ا. آ. گرانتوسکی - م. آ. داندامایف، مترجم: کیخسرو کشاورزی، ناشر: مروارید ۱۳۸۵
- م.س. ایوانف، آ. گرانتفسکی، م.آ. داندامایف، گ. آ. کوشلنکو، تاریخ ایران باستان، ترجمه به فارسی توسط: سیروس ایزدی، حسیین تحویلی، انتشارات دنیا، 1359، تهران.

- Rannyaya istoriya iranskikh plemyon Peredneĭ Azii (The early history of the Iranian tribes of Western Asia), Moscow, 1970 (reviewed by R. Zadok in Bibliotheca Orientalis 33, 1976, cols. 386-90).
- Ot Skifii do Indii (From Scythia to India), Moscow, 1974; 2nd. ed. 1983 (written in collaboration with G. M. Bongard-Levin); French tr. by Philippe Gignoux as De la Scythie à l’Inde, enigmes de l’histoire des anciens Aryens, Paris, 1981; English tr. by H. C. Gupta as The Origin of Aryans, New Delhi, 1980.
- “Drevneĭshiĭ Iran” and “Iran v kontse 2ogo—seredine 1ogo tys. do n.e.” (Ancient Iran; Iran from the end of the second to the middle of the 1st millennium B.C.E.), in M. S. Ivanov, ed., Istoriya Irana, Moscow, 1977, pp. 9–25, 26-46.
- “Westiranisch šiyāti, ‘Prosperität,’ ‘Gedeihen,’ ‘Reichtum’ in keilschriftlichen und anderen Quellen,” in H. Hirsch and H. Hunger, eds., Vorträge gehalten auf der 28. Rencontre Assyriologique Internale in Wien, 6-10. Jule 1981, Archiv für OrientforschungBeiheft 19, 1982, pp. 201-9.
- “O khronologii prebyvanija kimmeriitsev i skifov v Perednei Azii” (Concerning the chronology of the Cimmerian and Scythian presence in western Asia), Rossiĭskaja Archeologia (Moscow) 1994, pp. 23–48 (with English summary).
- “Assyria,” in EIr, II, pp. 806–15 (co-authored by M. Dandamayev)